# Corsia dinamica
Con il termine corsia dinamica si intende l'utilizzo delle corsie di una carreggiata di una strada a scorrimento veloce come regolari corsie di marcia o come corsie di emergenza in base alle necessità o alla mole di traffico.

## Schema di funzionamento

Esempio con segnaletica italiana

L'animazione riportata a destra rappresenta i seguenti tre casi: nel 1º caso sono utilizzabili tutte e tre le corsie come corsie di marcia; nel 2º caso la corsia di marcia di destra deve essere sgombrata al più presto perché è prossima la sua chiusura (diventando corsia d'emergenza); nel 3º caso solo le due corsie di sinistra sono utilizzabili come corsie di marcia, mentre quella di destra funziona come corsia di emergenza.
Generalmente, in base all'art. 164 del Regolamento di attuazione del Codice della Strada italiano dell'art 41, le corsie dinamiche devono essere segnalate da un'apposita segnaletica luminosa, in cui la freccia verde indica che si può impegnare normalmente la corsia sottostante, la freccia gialla lampeggiante impone di abbandonare la corsia spostandosi nella corsia adiacente indicata dalla direzione della freccia e/o di non occuparla, infine la x rossa indica che è vietato impegnare la corsia sottostante (o perché in quel momento è usata solo come corsia di emergenza o perché, per esempio, è ingombrata da cantieri, incidenti o veicoli fermi).
In casi particolari si possono chiudere anche più corsie; ad esempio, nel caso in cui un incidente stradale blocchi le due corsie di marcia di sinistra, esse possono essere chiuse, e in tale caso i pannelli a messaggio variabile visualizzerebbero due x rosse in corrispondenza delle due corsie di sinistra e una freccia verde in corrispondenza della corsia di destra.

## Italia
In Italia, al 2023, sono presenti quattro tratti autostradali dove è attivo il sistema a corsie dinamiche:
- A14, nel tratto urbano di Bologna;
- A4, nel tratto urbano di Milano (attualmente completata tra Milano-viale Certosa e Cormano, in completamento tra Cormano e Sesto San Giovanni);
- A57, tangenziale di Mestre;
- A22, tra Trento e Rovereto (attiva saltuariamente in via sperimentale, in vista della realizzazione nell'intera tratta Verona nord-Bolzano sud)[2];

In A14 e A57, i tratti precedentemente erano a due corsie più corsia d'emergenza per senso di marcia, risultando inadeguati a sostenere la mole di traffico. Volendo potenziare l'infrastruttura ma non potendo allargare la carreggiata, è stata istituita la corsia dinamica: la corsia d'emergenza è stata allargata a scapito delle altre due, che sono state ristrette, passando quindi da due corsie di marcia larghe 3,75 metri più la corsia di emergenza di 3 metri per senso di marcia a tre corsie dinamiche larghe 3,50 metri per senso di marcia.
In A22 invece l'allargamento è stato possibile grazie al restringimento dello spartitraffico centrale da 3 a 1 metro; i due metri liberati sono stati utilizzati per l'ampliamento delle due corsie d'emergenza da 2,50 a 3,50 metri per senso di marcia, mantenendo sempre le altre corsie a 3,75 metri, aumentando in tal modo la sicurezza e riducendo i rischi dovuti alla ristrettezza della corsia, limitata precedentemente a soli 2,50 metri.
La larghezza delle corsie di marcia autostradali italiane fissata dal Codice della Strada è di 3,75 metri, tuttavia tale limite può non essere rispettato in condizioni particolari (come avvenuto nei casi descritti sopra):
(Art. 13 comma 2 Codice della Strada)
(Art. 3 "Norme funzionali per la costruzione delle strade previsto dal Codice della Strada")

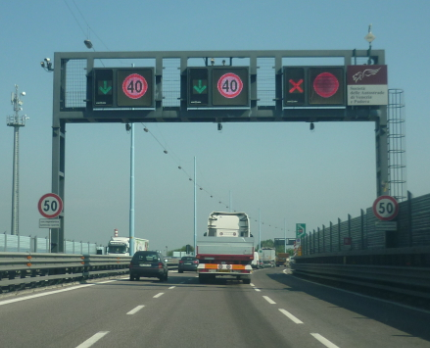
Il pannello a messaggio variabile sopra riportato indica che è vietato impegnare la terza corsia dinamica

A Bologna, Milano e Mestre la corsia dinamica viene gestita attraverso pannelli a messaggio variabile posti lungo la carreggiata (circa ogni 500 metri), la quale è monitorata da telecamere gestite da una sala di controllo che valuta l'apertura o la chiusura della terza corsia. I pannelli a messaggio variabile, attraverso frecce e x luminose, gestiscono, come spiegato nel precedente paragrafo, l'apertura della corsia dinamica come corsia di marcia o la sua chiusura per renderla corsia d'emergenza.
Dal punto di vista legislativo, il Codice della Strada definisce questi specifici pannelli come "lanterne semaforiche per corsie reversibili".
La segnaletica orizzontale, invece, che al contrario di quella luminosa non può essere modificata in tempo reale, indica le corsie dinamiche come normali corsie di marcia, seppur con una distanza tra i tratteggi minore.

## Altri stati

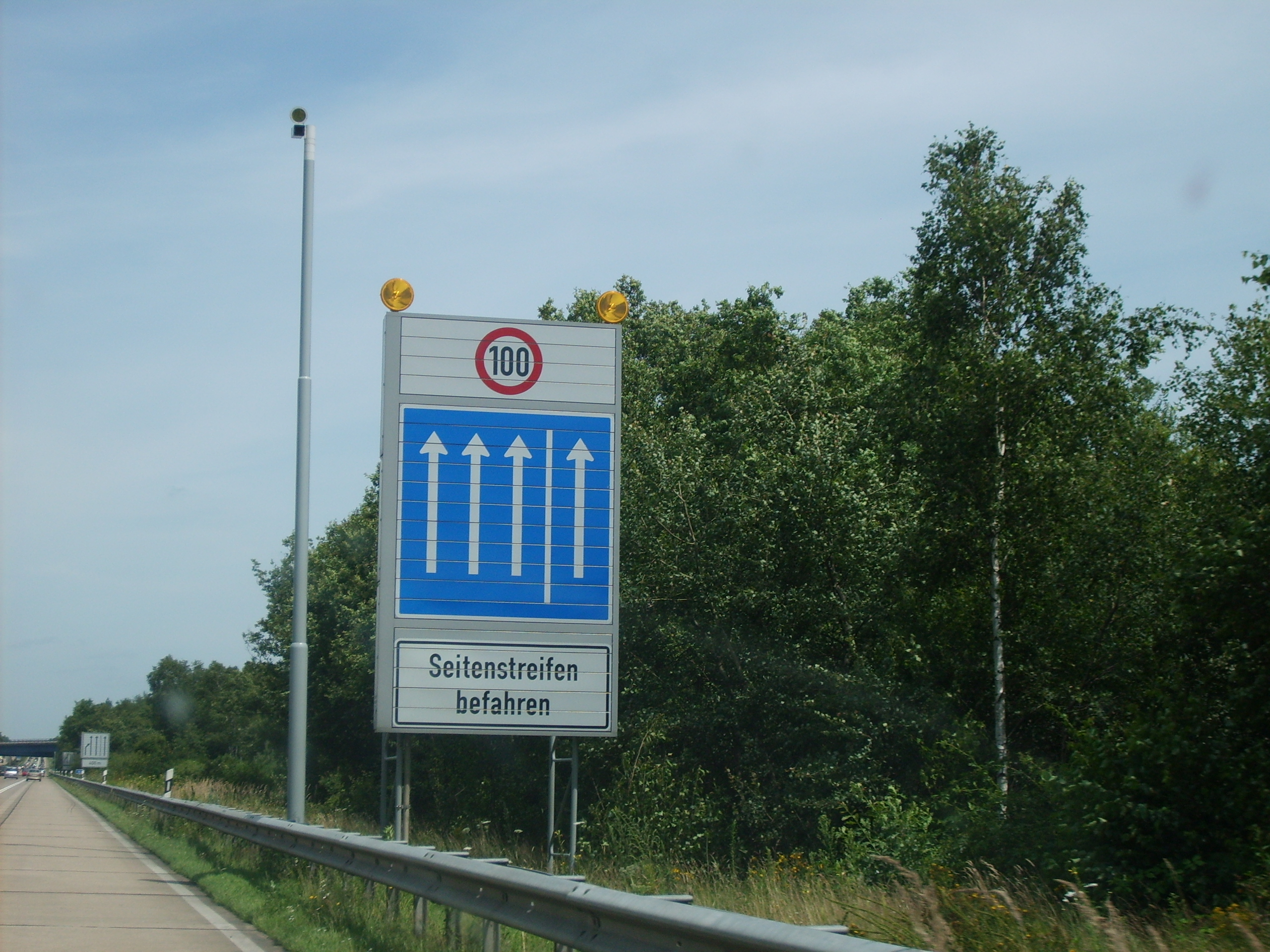
Pannello per la segnalazione della corsia dinamica (in questo caso è la quarta) in Germania

Le corsie dinamiche sono diffuse anche all'estero, per esempio, nelle autostrade tedesche, nelle autostrade dei Paesi Bassi e in Polonia.